# Shingo Suzuki
Shingo Suzuki (Saitama, 20 maart 1978) is een Japans voetballer.

## Carrière
Shingo Suzuki speelde tussen 1996 en 2012 voor Urawa Red Diamonds, Yokogawa Electric, Albirex Niigata, Kyoto Sanga FC, Oita Trinita en Tokyo Verdy. Hij tekende in 2012 bij Giravanz Kitakyushu.